# Pięciolinia

Pusta pięciolinia

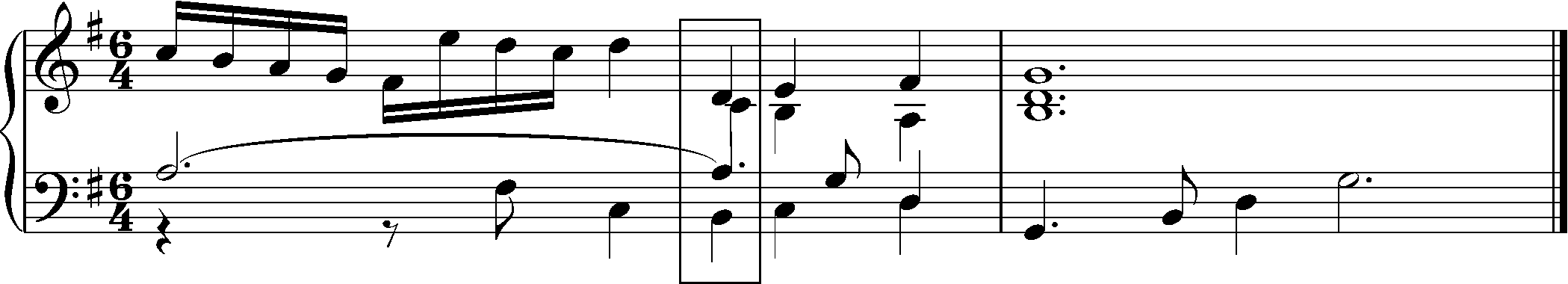
Zapisane pięciolinie

Pięciolinia – podstawowy element pisma nutowego dla zapisu dźwięków we współczesnej notacji muzycznej. Składa się z pięciu poziomych, równoległych linii oraz pól pomiędzy tymi liniami.
Pięciolinia umożliwia wygodne, całkowicie graficzne przedstawianie wysokości dźwięków (zarówno pojedynczo, jak i w akordach) z uwzględnieniem czasu ich trwania. Wysokość dźwięku określa się poprzez umieszczenie nuty na odpowiedniej linii lub polu. Odległość pomiędzy linią i najbliższym jej polem odpowiada jednemu stopniowi w szeregu diatonicznym. Dźwięki w skali chromatycznej, czyli podwyższone lub obniżone, osiąga się poprzez dostawienie do nuty dodatkowego znaku chromatycznego. W razie konieczności dopisuje się do pięciolinii kolejne linie – linie dodane. W ten sposób np. dodanie trzech linii (z dołu i z góry) pozwala na zapisanie trzech oktaw.
Linie pięciolinii numeruje się od pierwszej do piątej od dołu ku górze. Górne linie dodane numeruje się od pierwszej linii dodanej wzwyż, a linie dodane dolne kolejno w dół. O nutach mówi się, że znajdują się na linii, między liniami (lub: na polu), nad linią lub pod linią.
Sama pięciolinia umożliwia jedynie relatywne różnicowanie pomiędzy sobą dźwięków. O wysokości dźwięków decyduje dopiero klucz, umieszczany na odpowiedniej wysokości na początku pięciolinii z lewej strony.
Na pięciolinii, nad nią i pod nią umieszcza się również wszystkie pozostałe elementy notacji muzycznej.
Pojedyncza pięciolinia służy zazwyczaj jednemu głosowi (głosowi instrumentu lub grupie identycznie grających instrumentów, głosowi człowieka lub głosowi chóru). W zestawieniach kilku głosów stosuje się systemy wielu pięciolinii ułożonych równolegle jedna pod drugą, które graficznie łączy się klamrą o nazwie akolada. Np. dla fortepianu są to dwie pięciolinie, z których każda reprezentuje jedną rękę, a dla organów trzy (dwie ręce oraz nogi). Wiele pięciolinii zestawionych w pionie tworzy partyturę, która służy do zapisu utworów orkiestrowych.
Z pięciolinii korzysta się również przy zapisie dźwięków o nieokreślonej wysokości, np. perkusji. Wtedy położenie nut na odpowiedniej wysokości na pięciolinii odpowiadać może poszczególnym elementom zestawu perkusyjnego.